# Astragalus graecus
Astragalus graecus är en ärtväxtart som beskrevs av Pierre Edmond Boissier och Wilhelm von Spruner. Astragalus graecus ingår i släktet vedlar, och familjen ärtväxter. Inga underarter finns listade i Catalogue of Life.